# 中央供暖系统
中央供暖系统是可以為建筑物内的多个空间提供暖氣的热源。中央供暖系统由爐子以及一系列管道組成。与單個壁炉和火炉等相比，中央供暖系统可以讓整栋建筑物均勻受熱，